# Karel Hrdina
Karel Hrdina (13. ledna 1882 Černice – 28. srpna 1949 Praha) byl český klasický filolog a překladatel. Vyučoval na gymnáziu v Kolíně a v Praze, později pracoval na ministerstvu kultury. Věnoval se antické metrice a především latinsky psané české humanistické literatuře, z níž mnoho děl také připravil k vydání. Věnoval se latinsky psaným historickým spisům české literatury, je například autorem překladu Vita Caroli či Kosmovy kroniky. Překládal antické i české humanistické autory, z nichž také sestavil několik výborů, podílel se také na středoškolských učebnicích latiny.